# Karl Manitius
Karl Manitius (* 23. Juli 1899 in Dresden; † 26. Dezember 1979 in Bernried) war ein deutscher Historiker.
Nach der Rückkehr aus dem Ersten Weltkrieg studierte der Sohn des Historikers Max Manitius an der Universität Leipzig die Fächer Geschichte, Deutsch und Latein. Im Jahr 1923 wurde er promoviert mit der Arbeit Die fränkischen Geschichtsschreiber der Karolingerzeit und die weltlichen Wissenschaften. Von 1924 bis 1945 war er Lehrer an verschiedenen Gymnasien und staatlichen Oberschulen, in Leipzig, Waldenburg in Sachsen und schließlich in Dresden. Durch Vermittlung von Fritz Rörig trat er 1949 in die Arbeitsstelle der Monumenta Germaniae Historica (MGH) bei der Akademie der Wissenschaften in Ostberlin ein, wo er sich um die Edition literarischer Texte des frühen Mittelalters kümmerte. Im Jahr 1958 erschien in Weimar Gunzo, Epistola ad Augienses, und Anselm von Besate, Rhetorimachia. In mehreren Aufsätzen beschäftigte er sich mit der mittelalterlichen Bibliotheksgeschichte. Nach seiner Übersiedlung nach Bayern (1968) kam in Weimar die Ausgabe Sextus Amarcius, Sermones heraus, an der er seit 1955 arbeitete. Die von ihm bearbeitete Edition des Bibelgedichts des Eupolemius wurde 1973 veröffentlicht.

## Schriften
Monografien
- Naturwissenschaft im beginnenden Mittelalter. Eine Studie an den fränkischen Geschichtsquellen der Karolingerzeit. Rohland & Berthold, Crimmitschau 1924.

Herausgeberschaften
- Max Manitius: Handschriften antiker Autoren in mittelalterlichen Bibliothekskatalogen. (= Zeitschrift für Bibliothekswesen Beiheft 67). Harrassowitz, Leipzig 1935.

Editionen
- Epistola ad Augienses und Anselm von Besate: Rhetorimachia. Böhlau, Weimar 1958.
- Sextus Amarcius: Sermones. Böhlau, Weimar 1969.
- Eupolemius: Das Bibelgedicht. Böhlau, Weimar 1973.